# ペンギンごはん
『ペンギンごはん』は糸井重里原作・湯村輝彦作画の不条理漫画。『ガロ』1976年4月号から連載開始。

## 概要
編集者の南伸坊から、漫画執筆を依頼された湯村輝彦は糸井重里の原作で『ガロ』に本作を発表。かわいいペンギンが登場するが、ストーリーは陰惨というパンクな作品であった。以降も『ガロ』に「ペンギンごはん」シリーズ作品を発表する。1980年には『情熱のペンギンごはん』として単行本化。ヘタウマ漫画の金字塔となり、蛭子能収や根本敬、みうらじゅんなど一連のヘタウマ系作家に多大な影響を与え、1980年代におきるヘタウマブームの嚆矢となる。

## 単行本
- 情熱のペンギンごはん（情報センター出版局 1980年6月）※絶版
- 完本情熱のペンギンごはん（ちくま文庫 1993年7月）※絶版
- さよならペンギン（ほぼ日ブックス 2011年4月）